# Pintoa nearctica
Pintoa nearctica är en stekelart som beskrevs av Gennaro Viggiani 1988. Pintoa nearctica ingår som enda art i släktet Pintoa och familjen hårstrimsteklar.
Artens utbredningsområde är Ecuador. Inga underarter finns listade i Catalogue of Life.